# 윌리엄 레브길

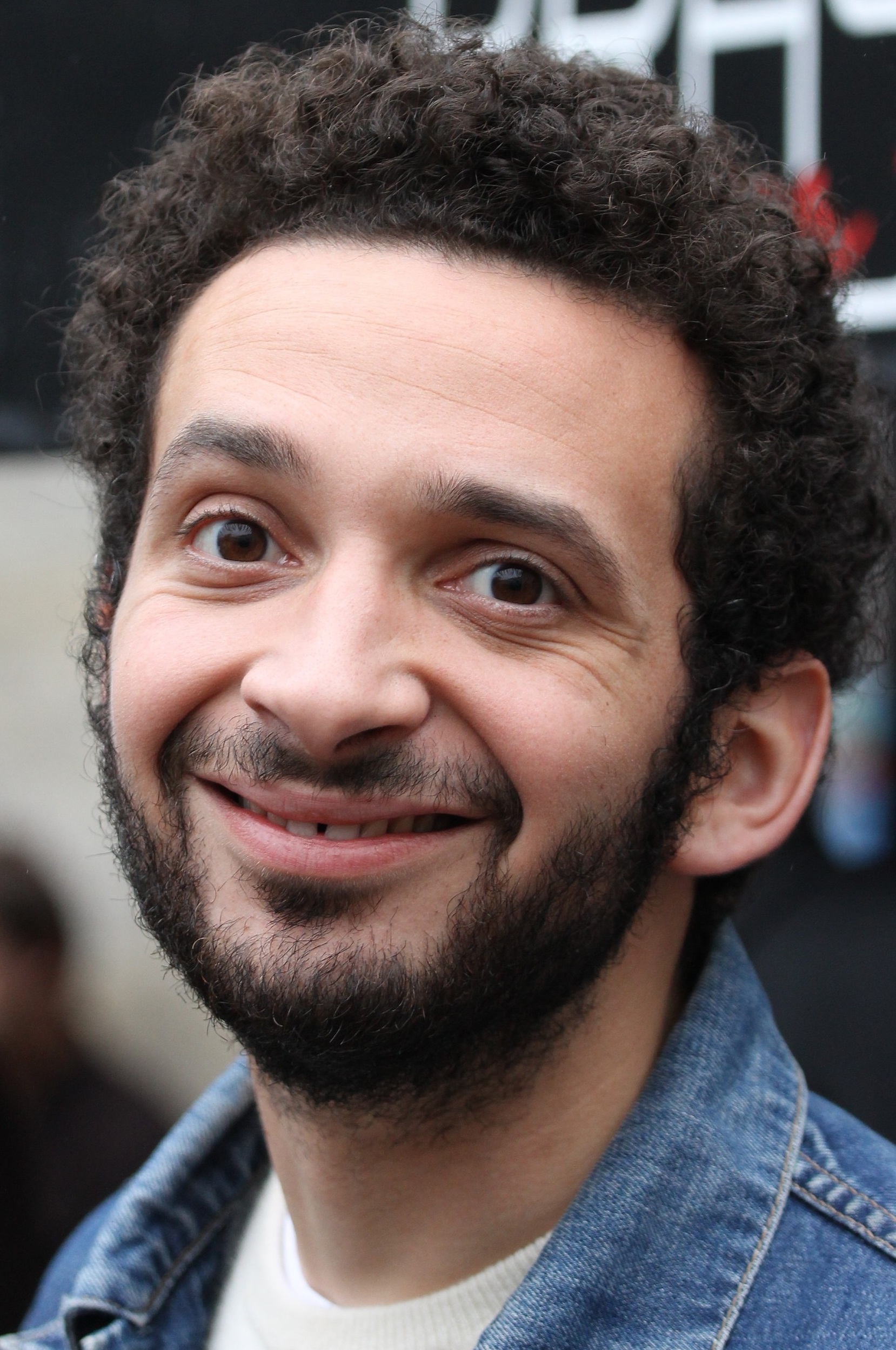

우일리암 레브길(William Lebghil, 1990년 7월 9일 ~ )은 프랑스의 배우, 텔레비전 배우이다.
프랑스에서 태어났다.

## 영화
- 올 어바웃 이브 (2019년)
- 1학년 (2018년)
- 아미-아미 (2017년)
- 썸 라이크 잇 베일드 (2017년)
- 세라비, 이것이 인생! (2017년) - 셉 역
- 아프레 수잔느 (2016년)
- 알라딘: 바그다드 스캔들 (2014년)
- 추억들 (2014년)
- 싸우는 사람들 (2014년)